# Morijama Josiró
Morijama Josiró (Kumamoto, 1967. november 9. –) japán válogatott labdarúgó.

## Pályafutása

### Válogatottban
A japán válogatottban 7 mérkőzést játszott.

## Statisztika
| Japán válogatott | Japán válogatott | Japán válogatott |
| Időszak          | Mérk.            | gól              |
| ---------------- | ---------------- | ---------------- |
| 1994             | 7                | 0                |
| Összesen         | 7                | 0                |